# Назарбаева, Дарига Нурсултановна
Дарига Нурсулта́новна Назарбаева (каз. Дариға Нұрсұлтанқызы Назарбаева / Dariğa Nūrsūltanqyzy Nazarbaeva, род. 7 мая 1963, Темиртау, Карагандинская область, Казахская ССР, СССР) — казахстанский государственный и политический деятель. Председатель сената парламента Республики Казахстан (2019—2020). Депутат мажилиса парламента Казахстана в 2006—2007, 2012—2015, 2021—2022 годах. Кандидат исторических наук, доктор политических наук. Старшая дочь первого президента Казахстана Нурсултана Назарбаева.

## Карьера
- 1980—1983 — училась на историческом факультете МГУ им. М. В. Ломоносова[3].
- 1983—1985 — студентка исторического факультета КазГУ им. С. М. Кирова.
- 1985—1987 — стажёр-исследователь исторического факультета МГУ им. М. В. Ломоносова.
- 1987—1990 — аспирант МГУ им. М. В. Ломоносова.
- 1992—1994 — вице-президент Детского благотворительного Фонда «Бобек»[4].
- 1994—1995 — вице-президент Республиканской корпорации «Телевидение и радио Казахстана», директор Национального телевизионного информационного агентства «Хабар»[5].
- 1995—1998 — генеральный директор Республиканского государственного предприятия «Агентство „Хабар“»[5].
- 1998—2001 — президент ЗАО «Агентство „Хабар“»[5].
- 2001—2004 — председатель совета директоров ЗАО «Агентство „Хабар“»[5].
- 19 сентября 2004 — 20 июня 2007 — депутат III созыва мажилиса парламента Республики Казахстан (по списку Республиканской партии «Асар»), с февраля 2005 по 20 июня 2007 — руководитель депутатской группы «Аймак»[4].
- С 2007 года — директор Фонда Первого Президента Республики Казахстан[5].
- 20 января 2012 — сентябрь 2015 — депутат мажилиса парламента Республики Казахстан V созыва (по списку Народно-демократической партии «Нур Отан»), председатель комитета по социально-культурному развитию и науке[4].
- 3 апреля 2014 — сентябрь 2015 — заместитель председателя мажилиса парламента Республики Казахстан, руководитель фракции «Нур Отан»[4].
- 11 сентября 2015 — 13 сентября 2016 — заместитель премьер-министра Республики Казахстан[4].
- 13 сентября 2016 — 4 мая 2020 — депутат сената парламента Республики Казахстан[4].

- 13 сентября 2016 — 20 марта 2019 — председатель постоянного комитета сената по международным отношениям, обороне и безопасности
- 20 марта 2019 — 4 мая 2020 — председатель сената парламента Республики Казахстан.

- С января 2021 по февраль 2022 года — депутат мажилиса парламента Республики Казахстан VII созыва (по списку партии «Нур Отан»).

## Другие должности
- Экс-член национальной комиссии по делам ЮНЕСКО Республики Казахстан;
- экс-почётный президент Федерации гимнастики Казахстана;
- экс-член совета директоров Международной академии телевизионных искусств и наук (Нью-Йорк);
- экс-президент Евразийского центра стратегических исследований (Москва);
- экс-вице-президент Евразийской телевизионной академии (Москва);
- экс-сопредседатель оргкомитета Евразийского телефорума (Москва);
- экс-член Международной экономической академии «Евразия»;
- председатель попечительского совета гуманитарного фонда «Дегдар» (Благородство);
- председатель попечительского совета ОФ «Асар-Береке»;
- председатель попечительского совета ОЮЛ «Конгресс молодежи Казахстана»;
- вице-президент Всемирной ассоциации русской прессы;
- председатель попечительского совета РОО «Выбор молодых»;
- председатель совета сенаторов.

## Образование
В 1980 году окончила гимназию № 56 им. К. Сатпаева в Алма-Ате.
В 1980—1983 годах училась на историческом факультете Московского государственного университета имени М. В. Ломоносова, в 1985 году окончила Казахский государственный университет им. С. М. Кирова.
В 1991 году в МГУ им. М. В. Ломоносова под научным руководством д. и. н., профессора И. В. Григорьевой защитила диссертацию на соискание учёной степени кандидата исторических наук по теме «Политическая борьба в Италии вокруг принятия республиканской конституции 1947 года» (специальность 07.00.03 — всеобщая история). Официальные оппоненты — д. и. н. Н. П. Комолова и к. и. н. В. Н. Дахин. Ведущая организация — Институт международного рабочего движения АН СССР.
В 1998 году в РАГС при Президенте Российской Федерации защитила диссертацию на соискание учёной степени доктора политических наук по теме «Демократизация политических систем в новых независимых государствах» (специальность 23.00.02 — политические институты и процессы). Научный консультант — д. филос. н., профессор В. С. Комаровский. Официальные оппоненты — д. э. н., профессор Д. В. Валовой, д. полит. н., профессор А. А. Чичановский и д. социол. н., профессор М. М. Тажин. Ведущая организация — Институт социально-политических исследований РАН.
Владеет казахским, русским, английским, итальянским языками.

## Агентство «Хабар»
Карьера Дариги Назарбаевой началась в 1992 году, когда она стала вице-президентом Детского благотворительного Фонда «Бөбек», созданного её матерью Сарой Назарбаевой. Фонд стал первой организацией в независимом Казахстане для помощи детям.
В 1994 году Дарига Назарбаева стала вице-президентом Республиканской корпорации «Телевидение и радио Казахстана». В 1995 году на базе информационной службы Казахского ТВ был создан телеканал «Хабар». Под руководством Дариги Назарбаевой «Хабар» сумел развить собственную корреспондентскую сеть, обзавестись новейшим оборудованием и занять лидирующее место среди телеканалов страны.
Помимо «Хабара» структуры, связанные с Даригой Назарбаевой, приобрели радиостанцию «Европа Плюс», телекомпании КТК, НТК, популярные газеты «Караван». Для руководства новым медиа-холдингом были созданы компании «ТВ-медиа» и «Алма-медиа».
В 1998 году «Хабар» был преобразован в закрытое акционерное общество, а Дарига Назарбаева заняла пост президента ЗАО, а с 2001 года — должность председателя совета директоров. В интервью она часто отмечала, что считает телеканал «своим ребёнком».
В 1999 году на территории санатория «Алатау» состоялся первый ретро-фестиваль «Алма-Ата — моя первая любовь!» под патронажем Дариги Назарбаевой, организатором фестиваля выступило агентство «Хабар». Главной идеей фестиваля стало сохранение духовной связи поколений алматинцев, поддержка статуса Алма-Аты как культурного центра страны, воспроизведение духовной атмосферы и уникальной культуры города 1960 — начала 1980-х годов.
В июне 2001 года на проходящем в Москве Всемирном конгрессе по информационному сотрудничеству «Информация: вызов XXI века» Дарига Назарбаева предложила учредить постоянно действующий Евразийский медиафорум. Она отметила, что его участники могли бы обсудить проблемы создания евразийского информационного пространства, взаимоотношения государства и СМИ, а также этические нормы журналистики. Первый Евразийский медиафорум прошёл в апреле 2002 года в Алма-Ате, его открыл приветственным словом президент Казахстана Нурсултан Назарбаев.
В 2002 году открылся I Конгресс журналистов Казахстана, 27 апреля на собрании инициативной группы Конгресса журналистов Казахстана Назарбаева была избрана председателем исполнительного комитета. На этом конгрессе впервые был поднят вопрос о создании кодекса этики журналиста в стране.

## Партия «Асар»
В октябре 2002 года Дарига Назарбаева стала председателем попечительского совета блока «Выбор молодых», на первой конференции блока было предложено создать Конгресс молодёжи Казахстана.
В 2003 году Назарбаева организовала и стала лидером Республиканской партии «Асар». За несколько месяцев было собрано более 167 тысяч заявлений от желающих вступить в ряды «Асара», 139 тысяч было обработано и проверено на подлинность, на регистрацию в министерство юстиции было подано 77 тысяч подписей. «Асар» называла себя партией центристского толка, одну из главных своих задач видела в том, чтобы выявлять болевые точки в обществе и решать их. В декабре 2003 года партия была зарегистрирована.
По итогам выборов в Мажилис 2004 года партия, набрав по партийному списку 541 239 (11,38 %) голосов избирателей, заняла третье место, депутатом по партийному списку в мажилисе стала Дарига Назарбаева, также трое депутатов от «Асара» было избрано по одномандатным округам.
В феврале 2005 года в парламенте Казахстана была образована новая депутатская группа «Аймак», в которую вошли 36 депутатов (28 — из мажилиса и 8 — из сената). Её руководителем была избрана депутат мажилиса Дарига Назарбаева. Основными целями депутатской группы «Аймак» были содействие и контроль за реализацией действующих государственных и отраслевых программ, направленных на развитие регионов, активное участие в разработке и законодательном обеспечении административной реформы и местного самоуправления, развитие предпринимательства.
4 июля 2006 года прошёл внеочередной съезд партии, на котором было принято решение о слиянии с президентской Республиканской политической партией «Отан» (с декабря 2006 года — «Нур Отан»), а Дарига Назарбаева стала заместителем руководителя партии «Нур Отан».

## Фонд Первого Президента
С 2007 года Дарига Назарбаева является директором Фонда Первого Президента Республики Казахстан, занималась общественной и благотворительной деятельностью, принимала участие в международных конференциях и симпозиумах. Фонд осуществляет деятельность по трём основным направлениям: 1) молодёжные программы (помогает раскрыть и реализовать интеллектуальный и творческий потенциал казахстанской молодежи, поддерживая их исследования и проекты, а также проводя научные и творческие мероприятия); 2) социальные проекты и благотворительность; 3) аналитический центр — Институт мировой экономики и политики.
В 2007 году Дарига Назарбаева также вернулась из политики в бизнес, став членов совета директоров «Нурбанка». В мае 2010 года Дарига Назарбаева и её сын Нурали Алиев вышли из состава акционеров «Нурбанка», в июне они также вышли из совета директоров. Согласно информации, опубликованной в Панамских документах, Дарига Назарбаева в период с 2007 по 2012 год являлась совладелицей офшорной компании Asterry Holdings LTD, прекратившей деятельность в ноябре 2011 года и проданной в апреле 2012 года.
По данным Forbes Kazakhstan на 2013 год владела $595 млн, из которых основной актив — телекоммуникационная компания ALMA TV, оказывающая услуги кабельного телевидения и безлимитного интернета. Компания была создана в 1994 году как ЗАО «Алма-ТВ», где 50%-ной долей владела американская коммуникационная компания Metromedia International Telecommunications Inc., 50 % — казахстанские партнёры. В 2002 году доля американских участников была выкуплена. По данным на 2019 год информации о владении данными компаниями нет.
10 марта 2020 года британский суд огласил имена владельцев собственности стоимостью около 100 млн долларов, арестованной весной 2019 года до подтверждения происхождения средств. Ими оказались Дарига Назарбаева и её старший сын Нурали Алиев с женой Аидой. Их представитель на судебном заседании пояснила, что владельцы могут подтвердить чистое происхождение денег, так как в тот период занимались бизнесом. В апреле Высокий суд Лондона признал необоснованными претензии британских правоохранительных органов и отменил арест.

## Парламент Казахстана

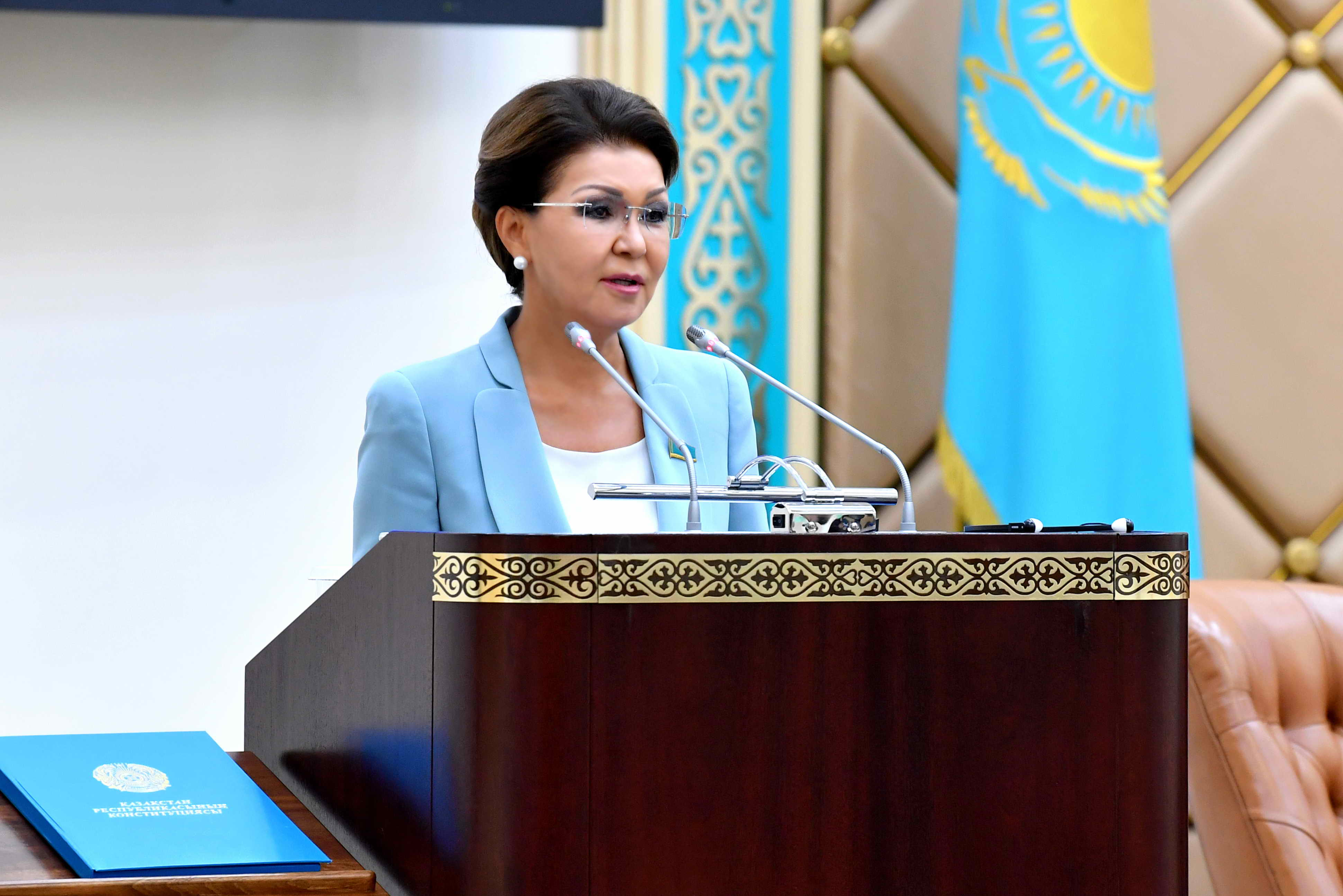
На совместном заседании палат парламента Казахстана, 2 сентября 2019 года

На парламентских выборах в январе 2012 года Дарига Назарбаева стала депутатом по списку партии «Нур Отан» и возглавила комитет мажилиса парламента Республики Казахстана по социально-культурному развитию.
3 апреля 2014 года единогласно избрана вице-спикером мажилиса и руководителем парламентской фракции партии «Нур Отан».
11 сентября 2015 года назначена заместителем премьер-министра Республики Казахстан.
15 сентября 2016 года указом президента назначена депутатом сената парламента Казахстана.
20 марта 2019 года избрана председателем сената парламента Республики Казахстан. 2 сентября 2019 года была переизбрана председателем сената.
2 мая 2020 года президент Казахстана Касым-Жомарт Токаев подписал указ о прекращении полномочий депутата сената Дариги Назарбаевой.
В январе 2021 года была избрана депутатом мажилиса парламента Казахстана по списку партии «Нур Отан». В феврале 2022 года Назарбаева приняла решение сложить полномочия депутата и полностью сосредоточиться на общественной, гуманитарной, культурной и благотворительной деятельности.

## Общественная и благотворительная деятельность, увлечения
С конца 1990-х годов Дарига Назарбаева стала регулярно появляться на экранах казахстанских телеканалов в качестве певицы, давала множество благотворительных концертов, в том числе на сцене Большого театра в Москве. В её репертуаре казахские народные песни, русские романсы, оперные арии, а также песни Джо Дассена. Назарбаева утверждает, что обнаружила у себя меццо-сопрано уже во время учёбы, и даже была приглашена в консерваторию на подготовительное отделение, но бросить учёбу в университете ей запретил отец. По словам Назарбаевой, голос ей поставила профессиональный педагог алматинской оперы Надия Шарипова, воспитавшая известного тенора Алибека Днишева.
Первый сольный концерт Дариги Назарбаевой «Но всё-таки люблю» состоялся в Алма-Ате в мае 2001 года, все средства от концерта поступили в фонд ветеранов Великой Отечественной войны. Через год в Алма-Ате состоялся второй сольный концерт «Снова пою». Летом 2003 года по приглашению Министерства культуры Российской Федерации выступила с сольным концертом в Бетховенском зале Большого театра. В 2007 году прошёл сольный концерт Назарбаевой в Париже.
В 2001 году по инициативе и под руководством Назарбаевой был создан гуманитарный фонд «Дегдар», который занимается материальной помощью ветеранам Великой Отечественной войны; помощью социально уязвимым слоям населения; материальной помощью детским домам, домам инвалидов; поддержкой паралимпийского движения; поддержкой молодых талантов, помощью в финансировании новых научных изысканий, выделением специальных грантов и стипендий талантливым студентам; сотрудничеством с благотворительными организациями, ведущими учебными заведениями, культурными центрами и общественными объединениями стран ближнего и дальнего зарубежья; организацией концертов казахстанских исполнителей классической, народной музыки, эстрады в Казахстане и за рубежом; организацией фестивалей искусств «Астана кештерi», «Японская весна» — «Японская осень», «Времён связующая нить», «Алга, Казахстан!», «Көктем самалы», «Жүрек сазы»; организацией конференций, мастер-классов, выставок, конкурсов, изданием учебной литературы.
При поддержке фонда «Дегдар», возглавляемого Даригой Назарбаевой, казахстанские оперные певцы прошли обучение в международной академии вокала в городе Пезаро (Италия) у маэстро Марио Мелани. У него брала уроки вокала и Дарига Назарбаева, именно по её приглашению он несколько раз приезжал в Казахстан.
В 2009 году по поручению и при поддержке Дариги Назарбаевой Общественным фондом «Асар-Береке» был реализован проект по обеспечению квалифицированным медицинским обслуживанием жителей казахстанских регионов, были подготовлены тысяча специалистов для передвижных медицинских комплексов, способных работать в условиях чрезвычайных ситуаций. С 2019 году ОФ «Асар-Береке» создаёт условия для детей с онкологическими заболеваниями по их обследованию и лечению в центре ядерной терапии Санкт-Петербурга.
1 декабря 2011 года Дарига Назарбаева выступила с сольным концертом «Салем, Россия» в Москве на новой сцене Государственного академического Большого театра России, а 14 декабря — с концертом в Органном зале Астаны. В течение 2011 года российская компания Universal Music снимала концертные выступления Дариги Назарбаевой на различных площадках для музыкального телефильма «Моя звезда». Фильм в двух частях был представлен в феврале 2012 года в Алма-Ате в рамках благотворительного проекта «Вместе против рака», и в Москве — 20 апреля 2012.
В июне 2012 года в Астане по инициативе фонда «Дегдар», возглавляемого Даригой Назарбаевой, прошёл I Международный фестиваль искусств «Астана кештерi» («Вечера Астаны») — благотворительный проект с целью сделать высокое искусство максимально доступным и дать возможность всем социальным слоям приобщиться к шедеврам мировой музыкальной культуры. В рамках проекта своё искусство продемонстрировали известные вокалисты Дарига Назарбаева и Алибек Днишев, российский органист Рубин Абдуллин, отечественный пианист Тимур Урманчеев, дирижёр Ренат Салаватов, молодые оперные певцы Медет Чотабаев и Андрей Трегубенко. Билеты на все концерты распространялись бесплатно.

## Награды
| Страна    | Дата            | Награда                                                                                                | Награда                                                                                                |
| --------- | --------------- | --- | --- |
| Казахстан | 17 августа 1998 | Медаль «Астана»                                                                                        | Медаль «Астана»                                                                                        |
| Казахстан | 2001            | Медаль «10 лет независимости Республики Казахстан»                                                     | Медаль «10 лет независимости Республики Казахстан»                                                     |
| Казахстан | декабрь 2004    | Орден «Парасат»                                                                                        | Орден «Парасат»                                                                                        |
| Казахстан | 7 ноября 2005   | Медаль «10 лет Парламенту Республики Казахстан»                                                        | Медаль «10 лет Парламенту Республики Казахстан»                                                        |
| Казахстан | 6 мая 2008      | Медаль «10 лет Астане»                                                                                 | Медаль «10 лет Астане»                                                                                 |
| Франция   | апрель 2009     | Орден искусств и литературы                                                                            | Орден искусств и литературы                                                                            |
| Казахстан | 2011            | Медаль «20 лет независимости Республики Казахстан»                                                     | Медаль «20 лет независимости Республики Казахстан»                                                     |
| СНГ       | 27 марта 2012   | Серебряная медаль Межпарламентской Ассамблеи Содружеств Независимых Государств «МПА СНГ. 20 лет»       | Серебряная медаль Межпарламентской Ассамблеи Содружеств Независимых Государств «МПА СНГ. 20 лет»       |
| Казахстан | 3 мая 2013      | Медаль НДП «Нур Отан» «Белсенді қызметі үшін»                                                          | Медаль НДП «Нур Отан» «Белсенді қызметі үшін»                                                          |
| Казахстан | 30 августа 2013 | Медаль Конституционного Совета Республики Казахстан «За вклад в укрепление конституционной законности» | Медаль Конституционного Совета Республики Казахстан «За вклад в укрепление конституционной законности» |
| Казахстан | сентябрь 2013   | Медаль «20 лет тенге»                                                                                  | Медаль «20 лет тенге»                                                                                  |
| Казахстан | декабрь 2013    | Орден «Барыс» II степени                                                                               | Орден «Барыс» II степени                                                                               |
| Казахстан | 14 марта 2015   | Медаль «20 лет Ассамблеи народа Казахстана»                                                            | Медаль «20 лет Ассамблеи народа Казахстана»                                                            |
| Казахстан | 5 августа 2015  | Медаль «20 лет Конституции Республики Казахстан»                                                       | Медаль «20 лет Конституции Республики Казахстан»                                                       |
| Казахстан | 2016            | Медаль «25 лет независимости Республики Казахстан»                                                     | Медаль «25 лет независимости Республики Казахстан»                                                     |
| СНГ       | 27 марта 2017   | Медаль Межпарламентской Ассамблеи Содружеств Независимых Государств «МПА СНГ. 25 лет»                  | Медаль Межпарламентской Ассамблеи Содружеств Независимых Государств «МПА СНГ. 25 лет»                  |
| СНГ       | 13 октября 2017 | Орден «Содружество»                                                                                    | Орден «Содружество»                                                                                    |
| Казахстан | 20 июня 2018    | Медаль «20 лет Астане»                                                                                 | Медаль «20 лет Астане»                                                                                 |
| Казахстан | 2 декабря 2021  | Орден «Барыс» І степени                                                                                | Орден «Барыс» І степени                                                                                |

## Семья
Происходит из рода шапрашты Старшего жуза.
- Отец — Нурсултан Назарбаев (р. 1940), президент Республики Казахстан с 1990 по 2019 годы.

- Мать — Сара Назарбаева (р. 1941), основатель и президент республиканского детского благотворительного фонда «Бобек».

- Младшие сестры :

- Динара — (род. 1967) возглавляет Фонд образования имени Н. А. Назарбаева, крупный акционер Народного банка Казахстана. Замужем за Тимуром Кулибаевым;
- Алия (род. 1980) — занимается бизнесом, руководит строительной компанией «Элитстрой», кинопродюсер.

- Единокровные братья (от второй жены отца):
- Тауман Нурсултанулы (род. 2005):
- Байкен Нурсултанулы Нурсултан (род. 2008).

- Первый муж — Рахат Алиев (1962—2015). Алиев занимал руководящие посты в органах внутренней разведки и министерстве иностранных дел Казахстана, затем работал в качестве посла Казахстана в Австрии[69]. В 2007 году у Алиева произошёл конфликт с президентом Назарбаевым на почве политических разногласий[69]. В итоге состоялся развод Алиева с Даригой, причём как утверждал Алиев, развод был оформлен без его участия, он узнал о нём постфактум[70]. Правоохранительными органами Казахстана Алиев был обвинён в различных преступлениях и был вынужден покинуть Казахстан и поселиться в Австрии[69]. Австрия отказалась экстрадировать Алиева, однако арестовала его по делу о похищении и убийстве топ-менеджеров «Нурбанка» в 2007 году[71]. Во время суда Алиев был найден повешенным в своей камере[69].

- Второй муж — Кайрат Каматаевич Шарипбаев . По данным СМИ с 2013 года Дарига Назарбаева состоит в гражданском браке с Кайратом Шарипбаевым, председателем правления национальной компании «КазТрансГаз» (2020—2022)[72].

Четверо детей:
- старший сын Нурали Алиев (род. 1985);
- средний сын Айсултан Назарбаев (1990—2020);
- дочь Венера Назарбаева (род. 2000);
- младший сын Асылжан (род. 2010)

.